# Musée Ariana
Musée Ariana, også kendt som Musée suisse de la céramique et du verre (det schweiziske museum for keramik og glas), er et museum i Genève i Schweiz, der er specialiseret i keramik- og glaskunst. Det har omkring 20.000 genstande fra de sidste 1200 år, hvorigennem museet præsenterer glas- og keramikkunstens udbredelse historisk, geografisk, kunstnerisk og teknologisk gennem tiden.[kilde mangler] Samlingen er den eneste af sin slags i Schweiz.
Museet blev bygget mellem 1877 og 1884 i nyklassicistisk og neo-barok stil. Det ligger på Avenue de la Paix, nær Palais des Nations. Det blev bygget for at huse den private samling tilhørende kunstsamler Gustave Revilliod, som navngav det efter sin mor Ariane de la Rive, og som senere lod det gå i arv til byen Genève. Siden 1934 har museet været en del af sammenslutningen af kunst- og historiemuseer i Genève, Les Musées d'art et d'histoire Geneve, af hvilke Musée d'Art et d'Histoire står i spidsen. Som følge heraf er dele af samlingen overgået til andre museer i bytte for andre effekter, således at Musée Ariana kan fokusere udstillingen omkring glas og keramik.
I 1933 blev museet genåbnet efter 12 års ombygningsarbejde.